# Euchaetes fusca
Euchaetes fusca là một loài bướm đêm thuộc phân họ Arctiinae, họ Erebidae.